# Sint-Clemenskerk (Brunssum)
De Sint-Clemenskerk ligt in het noorden van de Nederlandse gemeente Brunssum, op de grens met Merkelbeek (gemeente Beekdaelen) en is waarschijnlijk rond het jaar 1000 gebouwd. Het kerkje staat, samen met de nabijgelegen kerkhofmuur, Lourdesgrot en het praalgraf van Baron De Negri op de lijst van rijksmonumenten. Door de jaren heen is aan het kerkje bijgebouwd. Zo werd omstreeks 1750 de toren opnieuw opgetrokken en is er een vijfbeukige uitbouw toegevoegd. Tegenwoordig is het (na de restauratie van 2013-2014) een niet geconsacreerd museumkerkje, waar voorstellingen en optredens worden uitgevoerd.
Het gebied van het kerkje met het omliggende terrein wordt het Clemensdomein genoemd. Het Clemensdomein biedt mogelijkheden voor het vieren van bruiloften en ceremonies.

## Geschiedenis
Het kerkje is gebouwd op een helling boven de beek. In de muur aan de zuidkant zijn dakpannen verwerkt die uit de Romeinse tijd dateren. Het kerkje is gewijd aan Sint Clemens, een paus in de eerste eeuw. Dat kan erop duiden dat er al vroeg een kerkje stond. In 1234 vond er een vergadering van het dekenaat Susteren plaats. In de notulen van die vergadering staat ‘Johannes, priester te Merkelbeek’, dat betekent dat de parochie Merkelbeek toen al zelfstandig was. De kleine Sint-Clemenskerk heeft tot 1879 als parochiekerk gediend, toen nam de nieuwe grote Sint-Clemenskerk de functie van parochiekerk over. Daarna deed de oude kerk dienst als kloosterkapel van de Liefdezusters van het Kostbaar Bloed en later van de Benedictijnen (omstreeks 1890) en vanaf 1921 van de Paters Karmelieten (tot 1965). In 1967 werd het kerkje een onderdeel van het bejaardenhuis Huize Tieder tot 1992. Het voormalig klooster heeft daarna nog 10 jaar dienstgedaan als asielzoekerscentrum. Toen het kloostercomplex in juni 2009 afgebroken werd, bleef het kerkje met de overige monumenten (de muur, de Lourdesgrot en het praalgraf) behouden.
De kerk staat aan de noordzijde van het beekdal van de Merkelbekerbeek. Hier stak de Heirbaan Aken-Xanten van Coriovallum (Heerlen) naar Colonia Ulpia Traiana (Xanten) over Teudurum (Tüddern) de beek over. Deze Romeinse weg werd destijds bij de kerk gekruist door een secundaire Romeinse weg die waarschijnlijk van Gangelt over Merkelbeek naar Maastricht liep.

## Omringende monumenten

### Praalgraf echtpaar de Negri
In hun laatste levensjaren woonde het adellijk echtpaar de Negri op hun uit de Middeleeuwen stammende Vossenhof, ook genoemd de Onderste Hof van de familie À Campo. Zij werden in een praalgraf op het kerkhof van de parochiekerk St. Clemens begraven. Het graf is enkele jaren geleden geheel gerestaureerd en bestaat uit een kleine grafkelder waarin de twee doodskisten, met het familiewapen op de deksels, naast elkaar staan opgesteld.

### Lourdesgrot
Op initiatief van pastoor Kamps werd in 1887 een Lourdesgrot in de kloostertuin, op het voormalige kerkhof, naast de kleine Sint-Clemenskerk gebouwd. Daarvoor werden veldbrandstenen gebruikt die in ringovens in de buurt gebakken werden. De grot is ongeveer vijf meter hoog en zesenhalf meter breed en werd datzelfde jaar ingezegend. Ook werd er een kleine Heilig Hartgrot in de directe omgeving van de Lourdesgrot gebouwd. Tot het midden van de jaren zestig was de grot een populair bedevaartsoord.

## Muurschilderingen
In 2008 heeft de Stichting Restauratie Atelier Limburg (SRAL), in opdracht van de gemeente Brunssum, een kleurverkenning uitgevoerd. Daarbij werden achter de lagen witkalk en structuurverf kleurrijke schilderingen gevonden die in 1901 door kerkschilder Dom Romanus Jacobs zijn aangebracht. Het kerkje is rond 1892 verbouwd door de benedictijnen naar de huidige staat en in opdracht van abt Herman Renzel zijn toen door Dom Romanus Jacobs deze nieuwe muurschilderingen aangebracht over de oudere schilderingen heen. In 1900 werd een nieuwe grote abdijkerk, gewijd aan St. Benedictus (in de volksmond de Paterskerk geheten, afgebroken in 1975) in gebruik genomen. Het kleine St. Clemenskerkje werd vanaf die tijd af gebruikt als interne kloosterkapel voor het nachtofficie en andere gebeden. De restauratie heeft de muurschilderingen van Dom Romanus en de versieringen (de schijndraperieën op de wanden in het koor en de beschilderingen in de vensteromlijstingen) in het kerkje blootgelegd. De schilderingen en de versieringen zijn gerestaureerd en hersteld naar de situatie zoals die was omstreeks het jaar 1903, met enkele restanten van de oudere schilderingen.

## Galerij

### Muurschilderingen

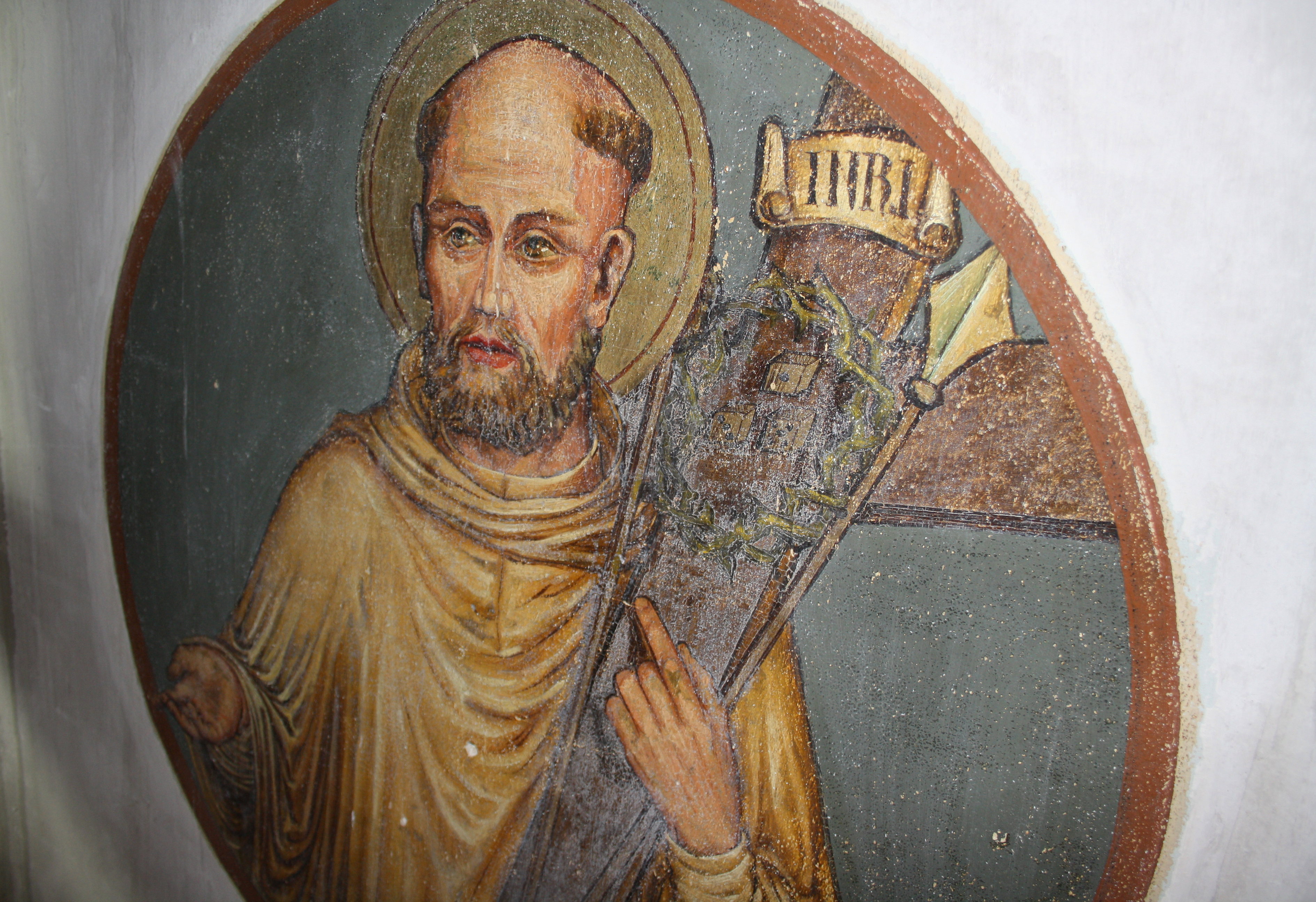
Muurschildering in het Sint-Clemenskerkje
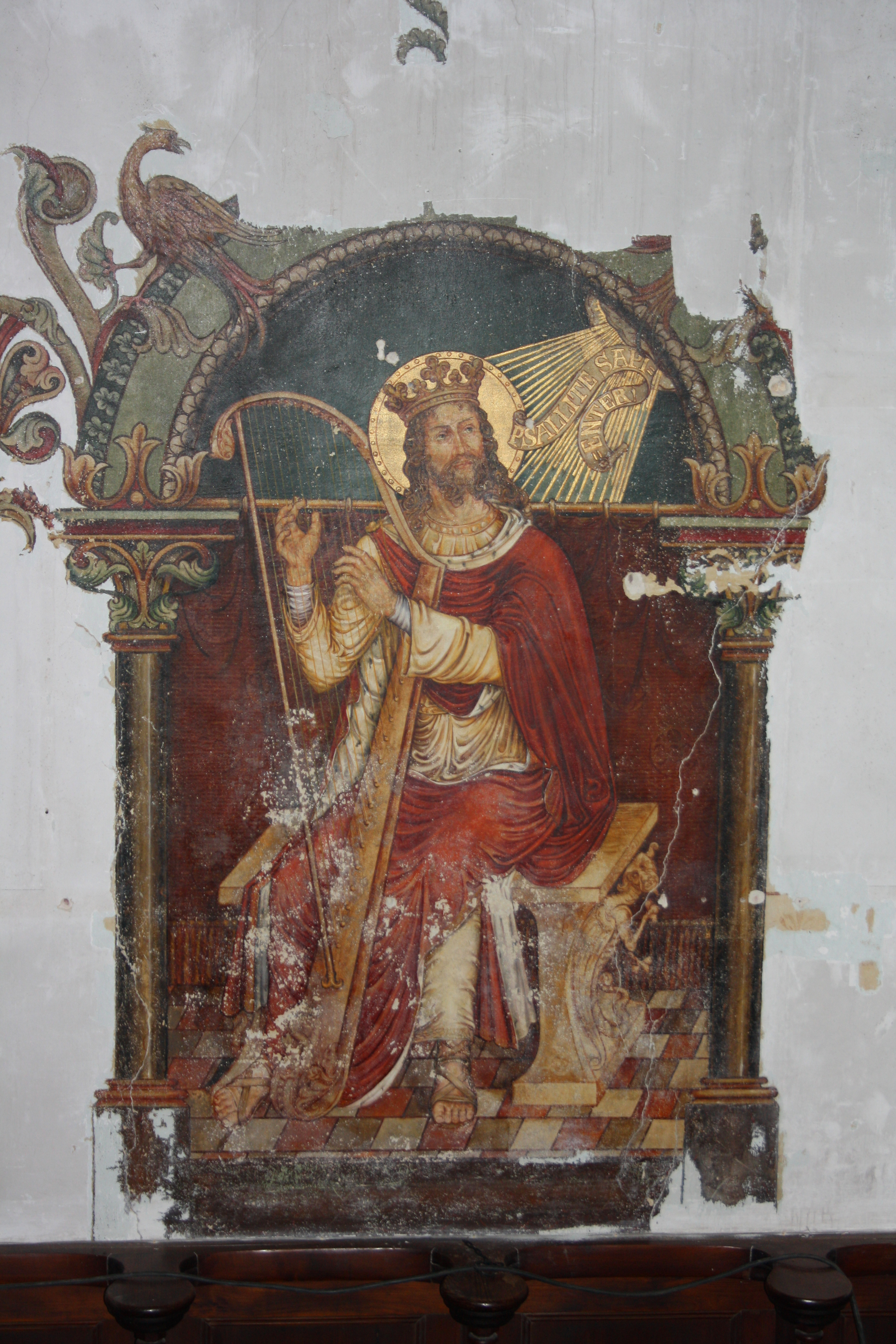
Muurschildering van koning David die op zijn harp speelt
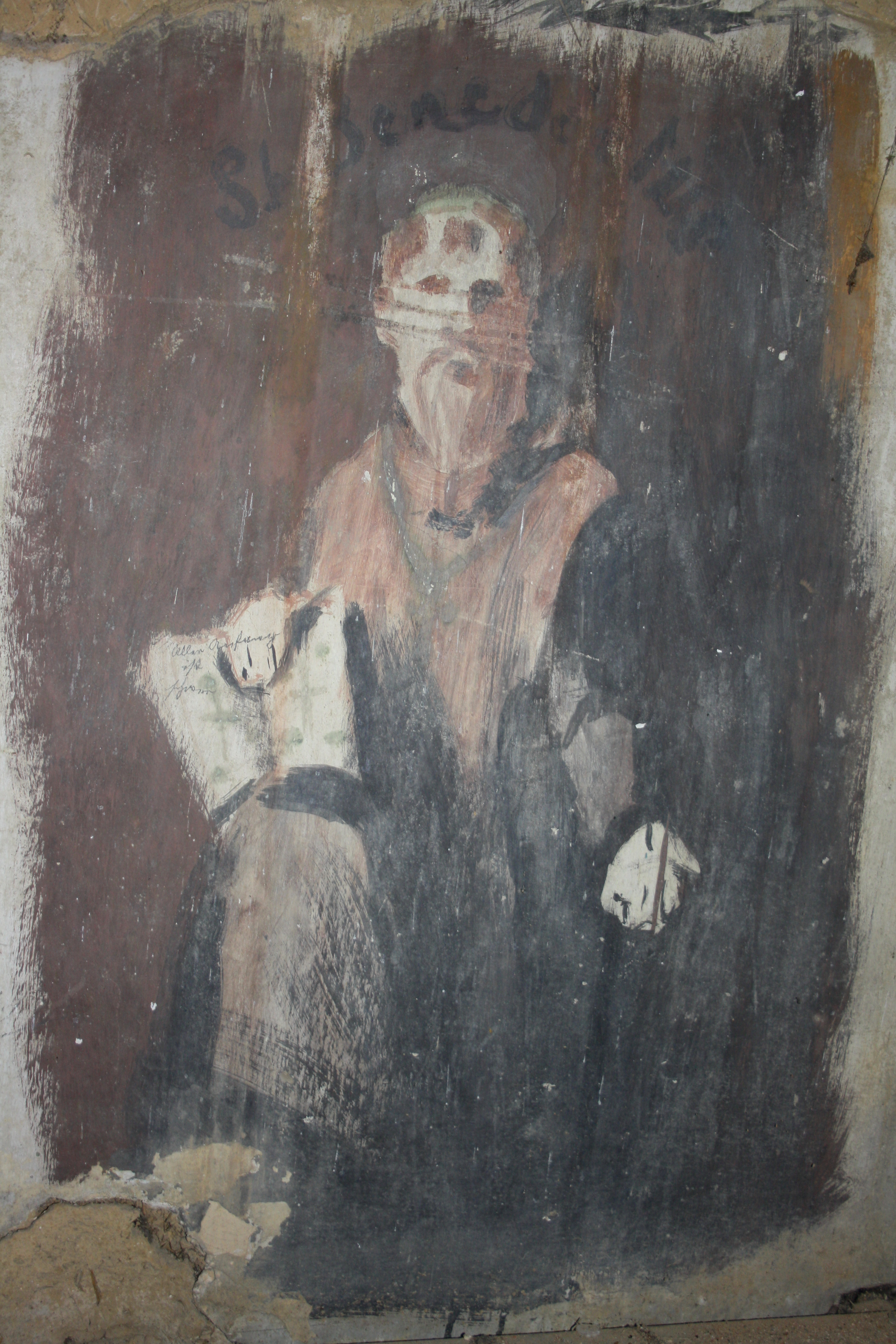
Muurschildering van Sint-Benedictus. Locatie: zolder van het kerkje.

### Exterieur

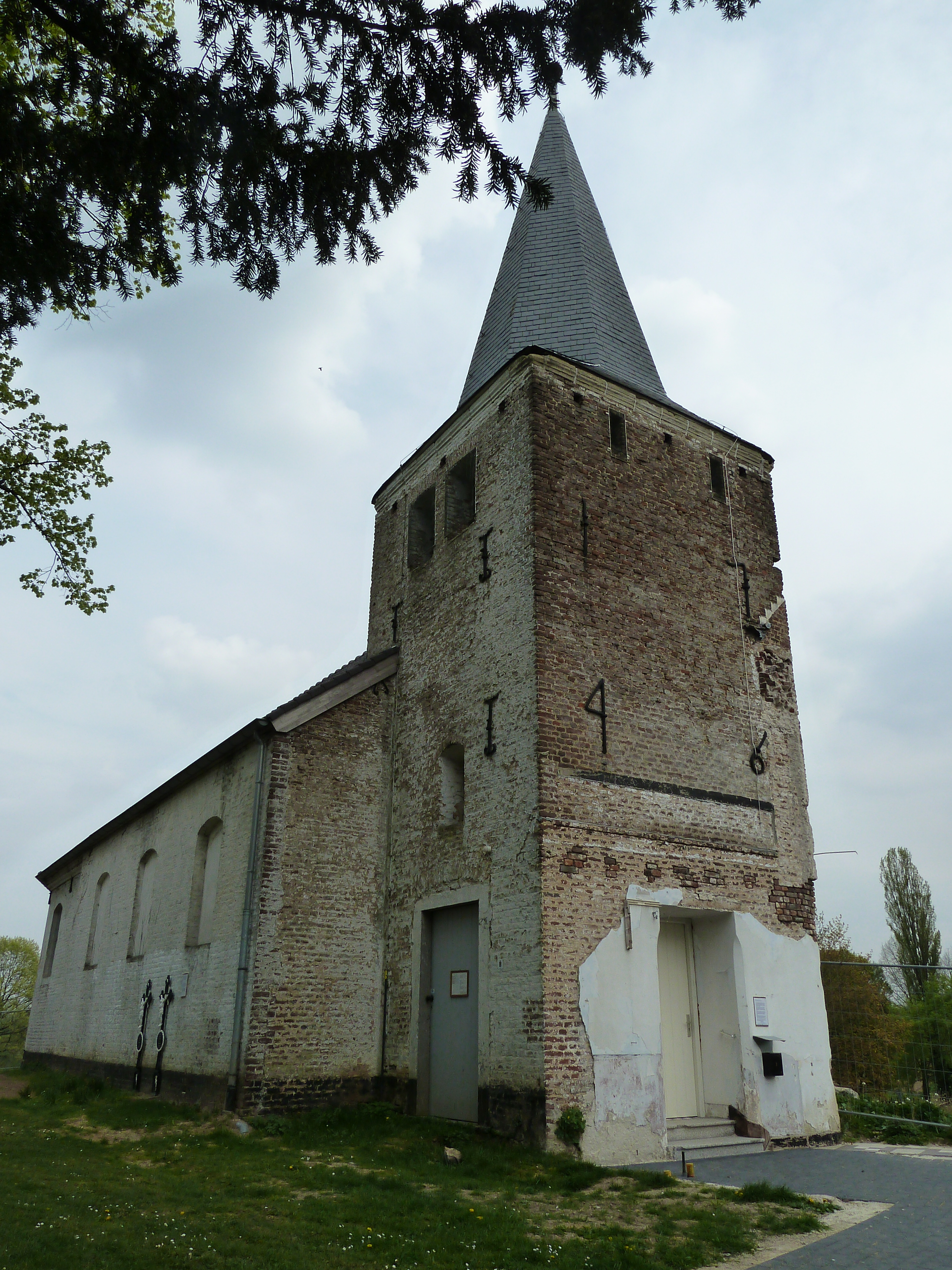
Toren en toegang tot kerkje
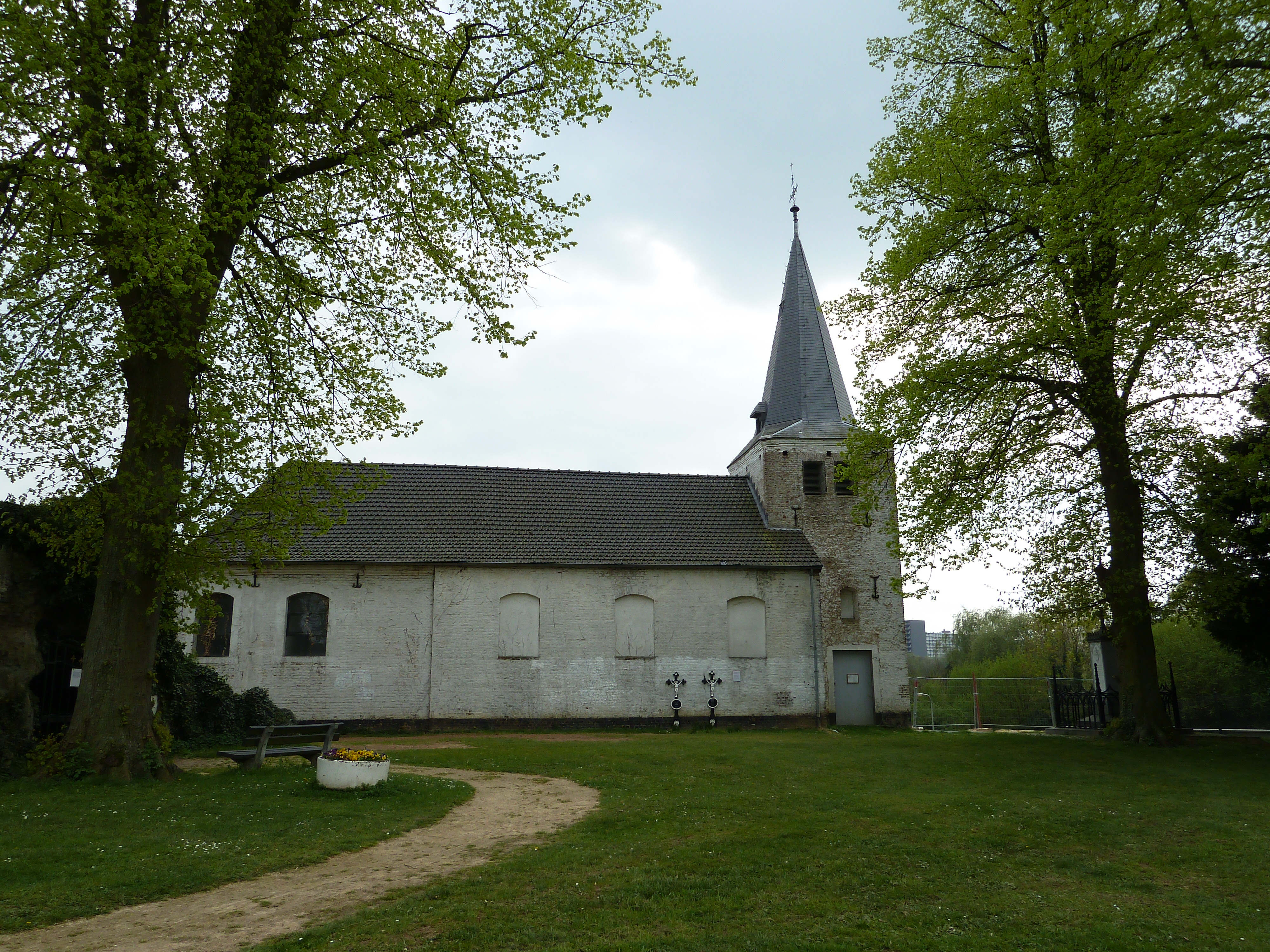
Zijaanzicht met Lourdesgrot (links) en praalgraf (rechts)
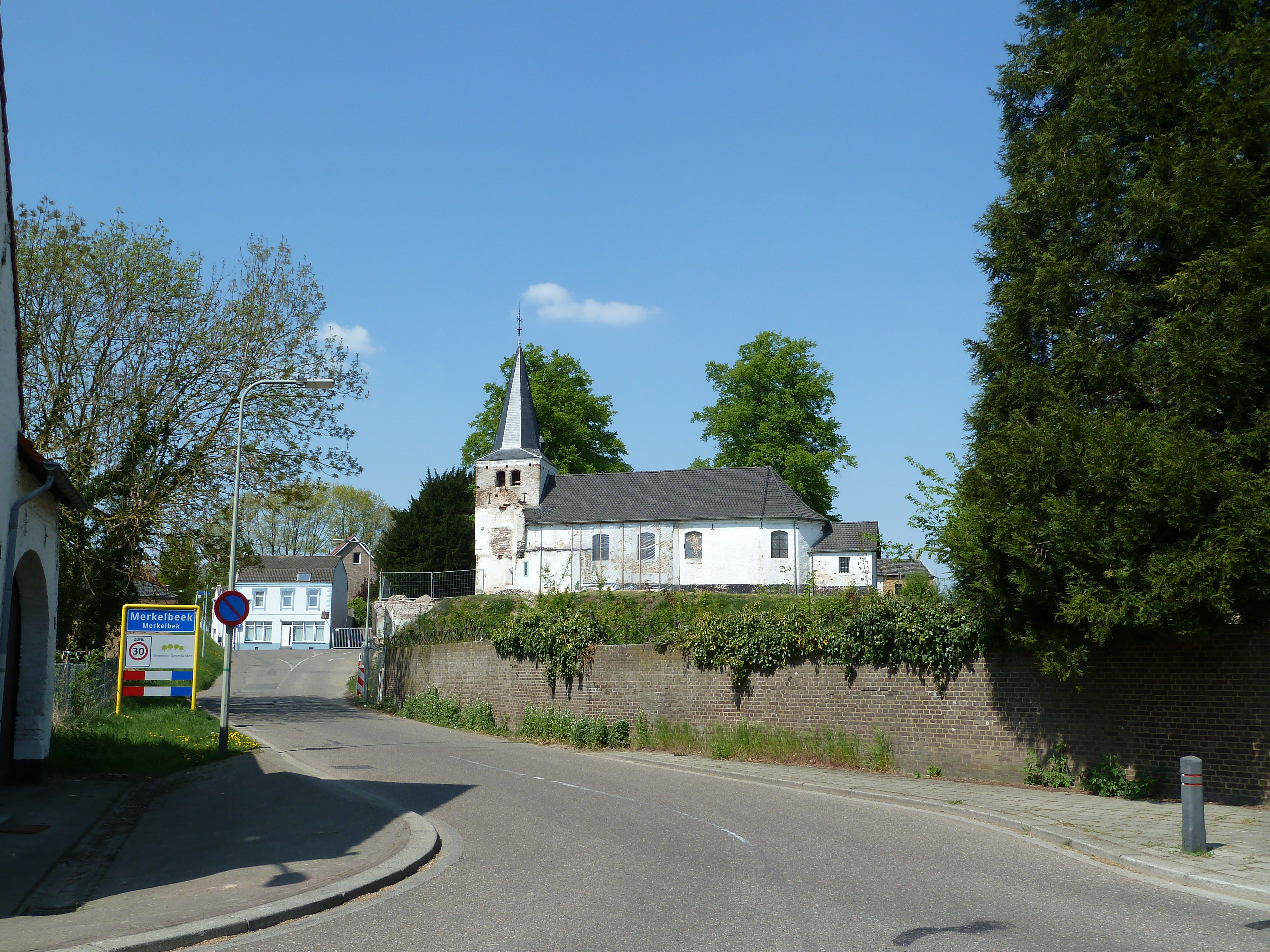
Zijkant kerkje (gezien vanaf de weg)
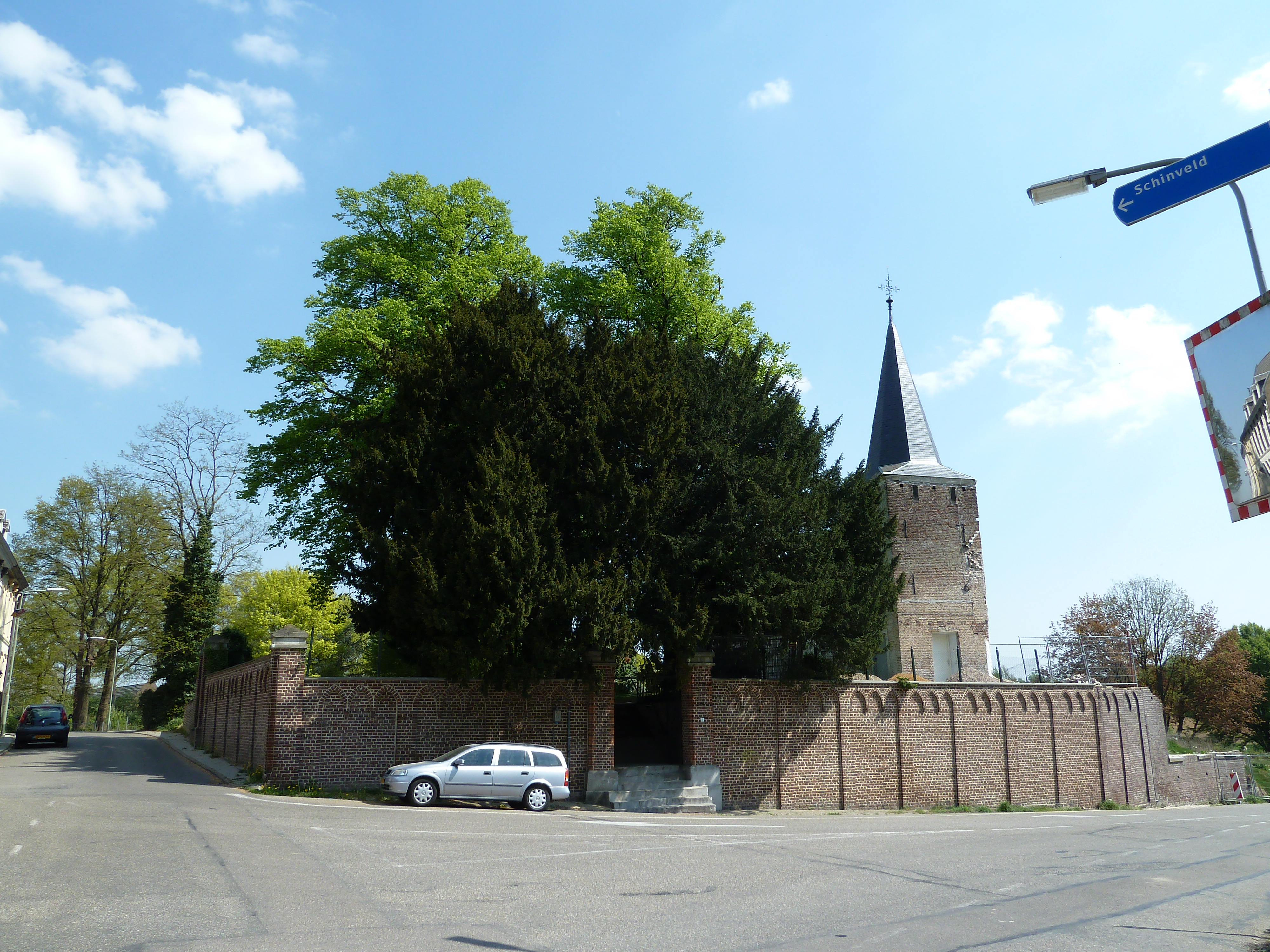
Voorkant kerkje (gezien vanaf de weg)